# Onomastus nigrimaculatus
Onomastus nigrimaculatus är en spindelart som beskrevs av Zhang J., Li D. 2005. Onomastus nigrimaculatus ingår i släktet Onomastus och familjen hoppspindlar. Inga underarter finns listade i Catalogue of Life.